# Saint-Germain-sur-Vienne
Saint-Germain-sur-Vienne è un comune francese di 377 abitanti situato nel dipartimento dell'Indre e Loira nella regione del Centro-Valle della Loira.

## Società

### Evoluzione demografica
Abitanti censiti